# Льюїс (острів)
Льюїс (англ. Lewis and Harris; шотл. гел. Leòdhas agus na Hearadh; шотл. Lewis an Harris — Льюїс-енд-Гарріс, або Острови Льюїс і Гарріс) — найбільший острів Зовнішніх Гебридів і всієї Шотландії та третій за розмірами Британських островів (після Великої Британії та Ірландії). Площа острова дорівнює 2178 км², що трохи менше 1 % площі Великої Британії. Дві третини північної частини острова історично називаються Острів Льюїс (англ. the Isle of Lewis), південна третина Острів Гарріс (англ. the Isle of Harris). Ці частини єдиного острова британцями традиційно розглядаються як два окремих, хоча фізично вони такими не є.

## Назва
В англійській мові і шотландській гельській острів має назву «Льюїс та Гарріс» (англ. Lewis and Harris), або «Льюїс з Гаррісом» (англ. Lewis with Harris). Зрідка використовується спільна назва «Довгий острів» (шотл. гел. an t-Eilean Fada), хоча цей епітет іноді застосовується до всього архіпелагу Зовнішніх Гебридів, включно з Норт- і Саут-Уїстом та Баррою.

## Географія
Острів Льюїс — найбільший острів Зовнішніх Гебридських островів і Гебридського архіпелагу загалом. Його площа дорівнює 2178 км². Це третій за розмірами острів Британських островів. Він лежить північніше за інші острови і відділяється від острова Норт-Уїст протокою Гарріс, від острова Скай — Літл-Мінч, від Шотландії — Норт-Мінч (39 км). Найпівнічніша точка острова — мис Батт-оф-Льюїс. Велика затока на північному сході — Брод-Бей. На вході до якої мис Тьюмпан-Гед.

### Межа між Льюїсом і Гаррісом
Кордон між Льюїсом і Гаррісом на західному узбережжі бере початок приблизно за 6 км від затоки Лох-Ресорт (Loch Reasort), що лежить навпроти острова Скарп, і виходить на східне узбережжя поблизу затоки Лох-Сіфорт (Loch Shìophoirt). Ці дві вузькі затоки утворюють своєрідний клин. Ця межа лежить набагато північніше природної межі між двома частинами острова, що проходить перешийком у Тарберті. Природний перешийок відокремлює лише Північний Гарріс від Південного. Спочатку це була межа між землями клану Маклаудів Гарріса і клану Маклаудів Льюїса, допоки останні не продали землі Коліну Макензі, першому графу Сіфорта. Пізніше виникла суперечка за 3 тис. гектарів (7,4 тис. акрів) між Олександром Г'юмом Маклаудом (власником Гаррісса) і Френсісом Макензі лордом Сіфорта (власником Льюїса), що призвела до судових розглядів 1805 і 1850 років, які закінчились тим, що суддя Джон Кемпбелл визначив кордон власними ногами. Таким чином межу між Льюїсом і Гаррісом визначає маршрут від затоки Лох-Ресорт до Клар-Беагу, далі до озера Клейстрі, потім на схід уздовж Беалоху до річки Лангдейл, потім на північний схід через вершини Том-Руїсг, Маллах-Руїсг і Маллах-Біогадейл, і спуск до затоки Лох-Сіфорт, перетинаючи єдиний автошлях A859 в Ат-Лінн. Острів Сіфорт вважається частиною як Гарріса, так і Льюїса. Заради статистичних цілей він умовно поділяється навпіл між ними.

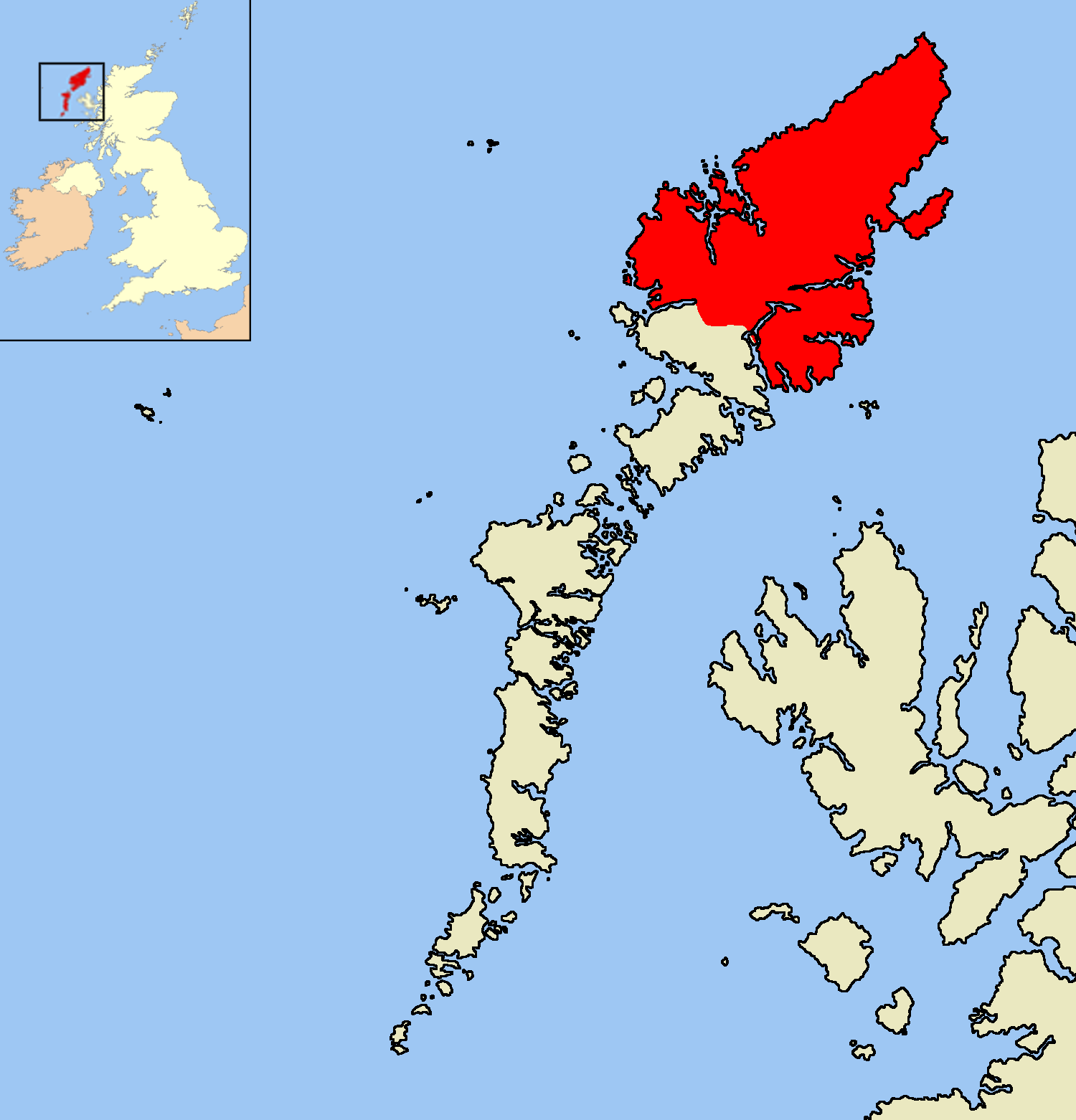
Частина острова, що зветься власне Льюїс
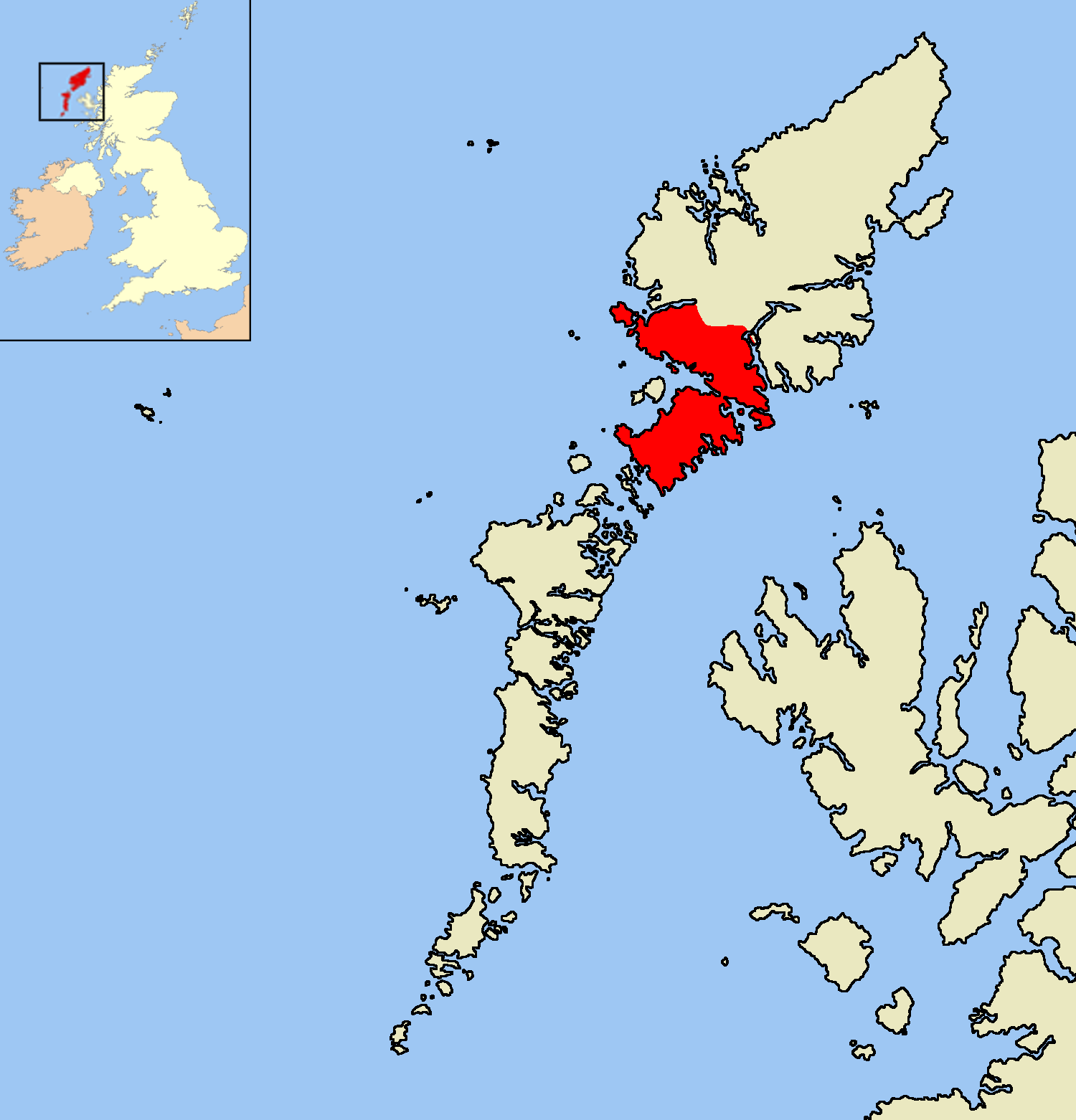
і та, що зветься Гарріс (позначено червоним)
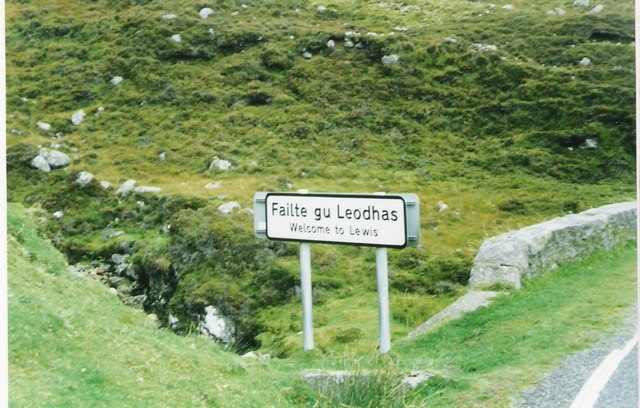
Придорожний знак на позначення кордону між Льюїсом та Гаррісом
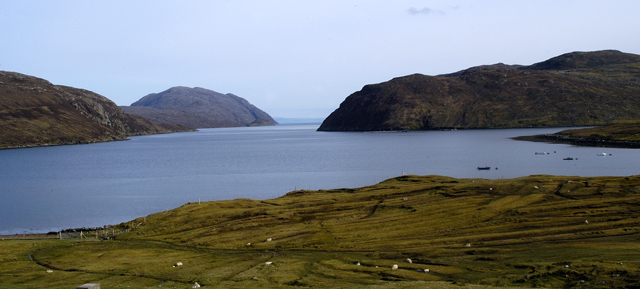
Затока Лох-Сіфорт

До 1975 року Льюїс входив до складу графства Росс і Кромарті, а Гарріс — Інвернессшир. Від 1975 року всі Зовнішні Гебриди перебувають під управлінням Ради Західних островів (Comhairle nan Eilean Siar).

### Льюїс
Рельєф Льюїса порівняно плаский та вирівняний, за винятком південного сходу, де височіє вершина Бен-Мор (Beinn Mhòr; 571 м), і південного заходу, де височіє Мілесбол (Mealasbhal; 575 м), найвища точка цієї частини острова. На Льюїсі озеро Лох-Суейнбхал (англ. Loch Suaineabhal) із середньою глибиною 32 м і максимальною 66,7 м. Це найглибше озеро на всіх малих прилеглих Британських островах.

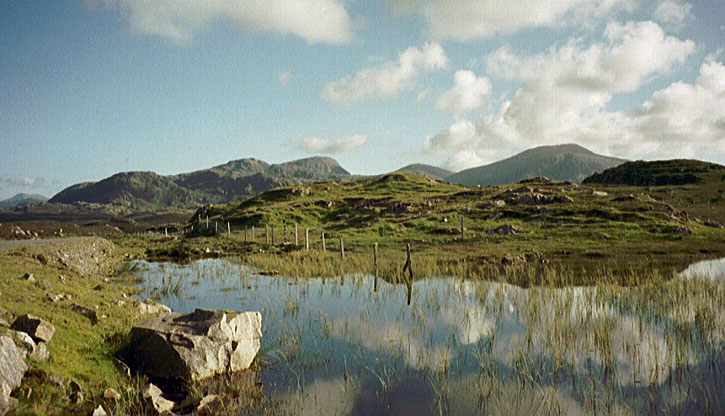
Краєвиди Льюїса
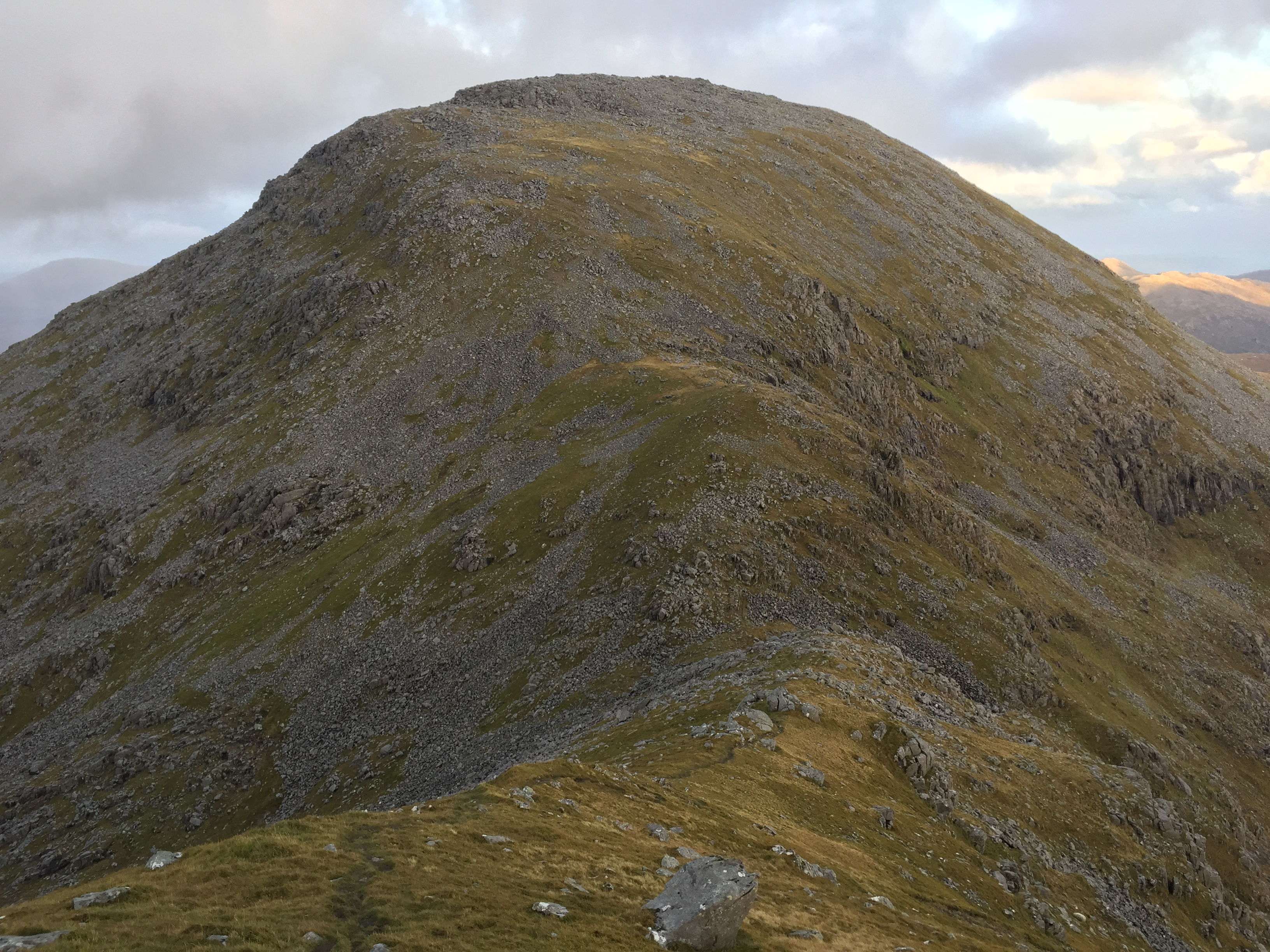
Клішем
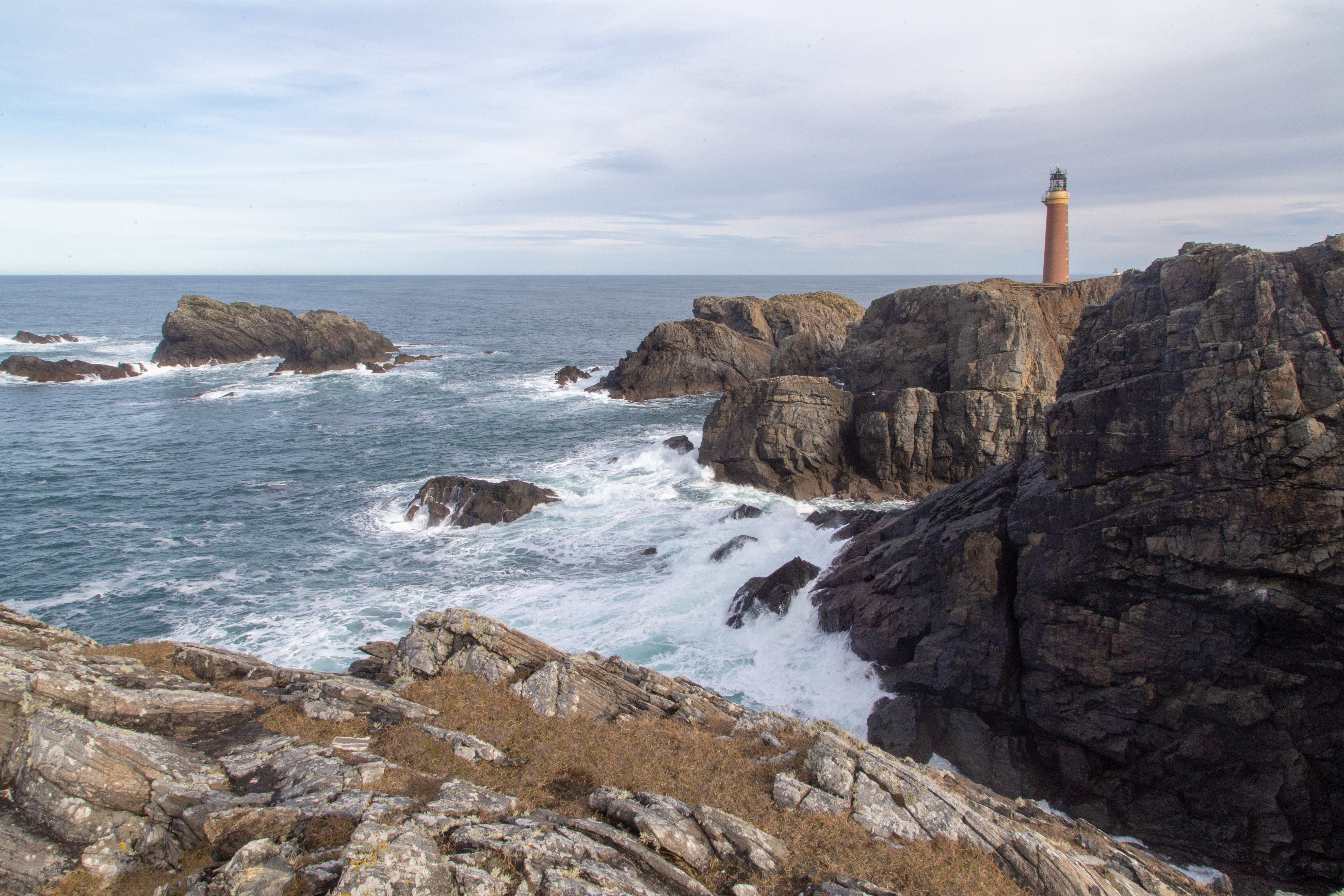
Маяк на мисі Батт-оф-Льюїс
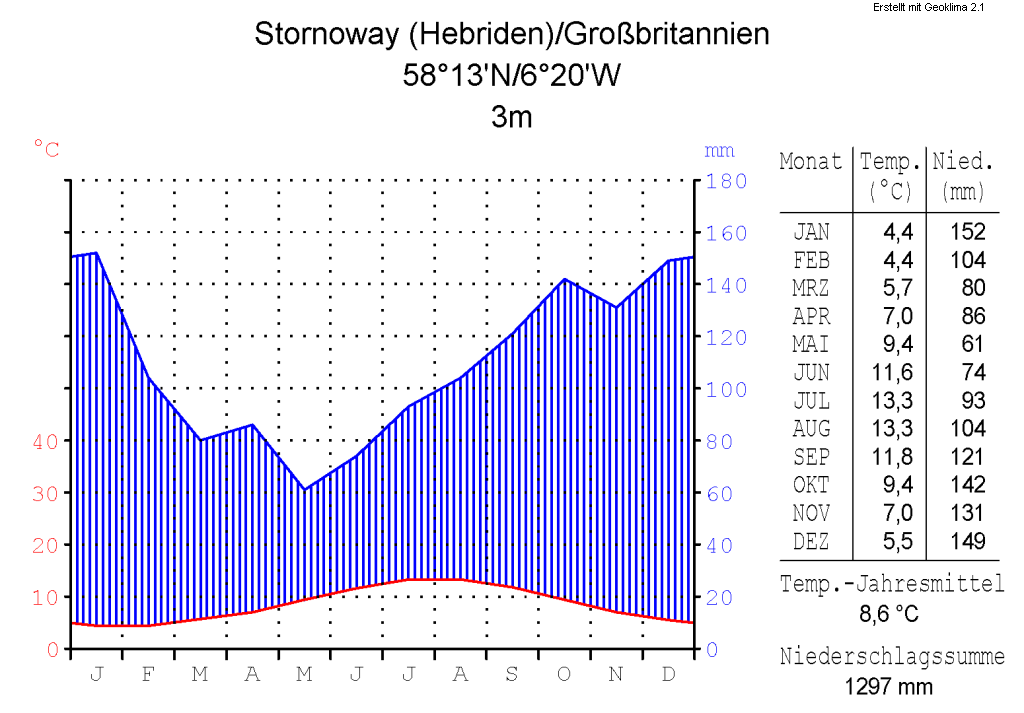
Кліматограмма Сторновея

### Гарріс
Більша частина Гарріса дуже горбиста, більше тридцяти вершин вище за 1000 футів (305 м) над рівнем моря. Найбільша вершина — гора Клішем (Clisham, шотл. гел. An Cliseam; 799 м). Гарріс відокремлює від острова Велика Британія 40 км протоки Норт-Мінч.

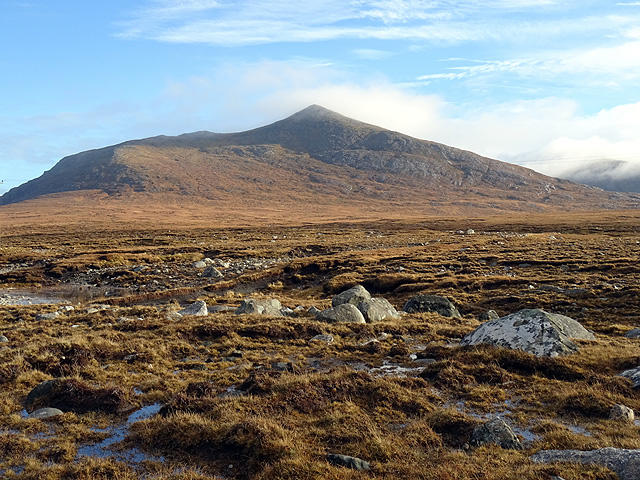
Мілесбол
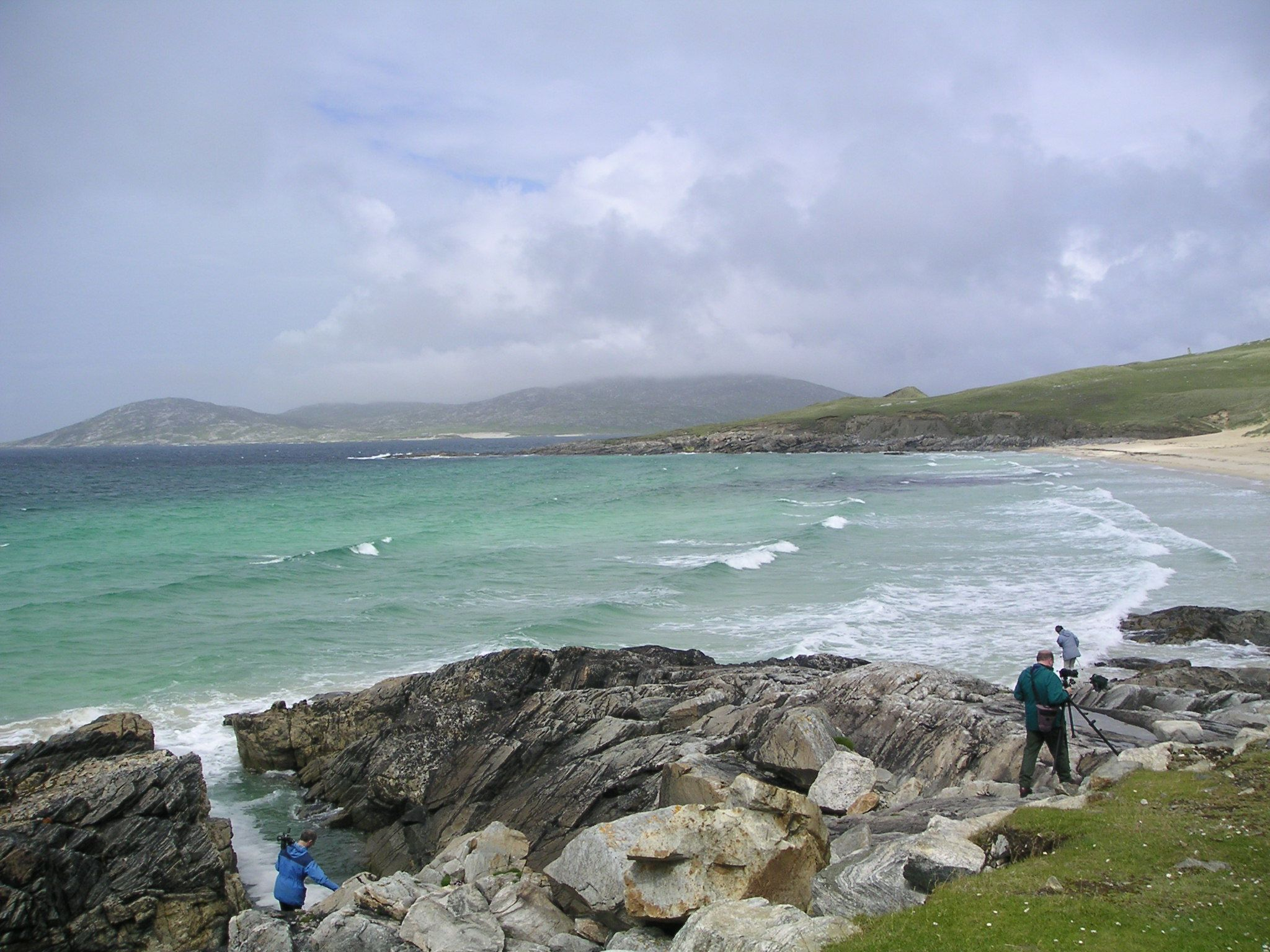
Узбережжя Гаррісу
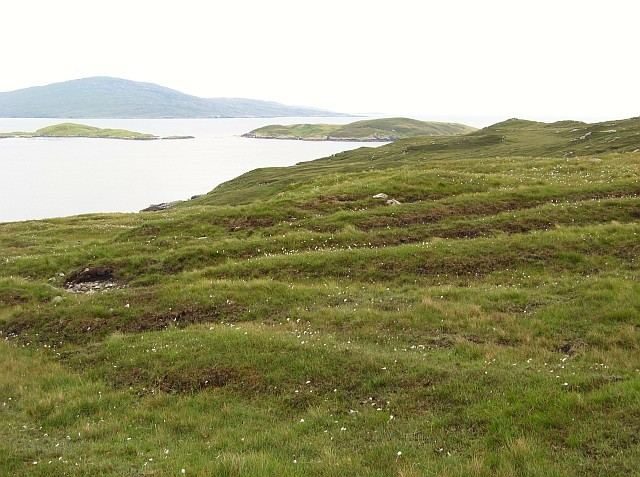
Старі феаннанган, або «ліниві ліжка» на півночі Гарріса
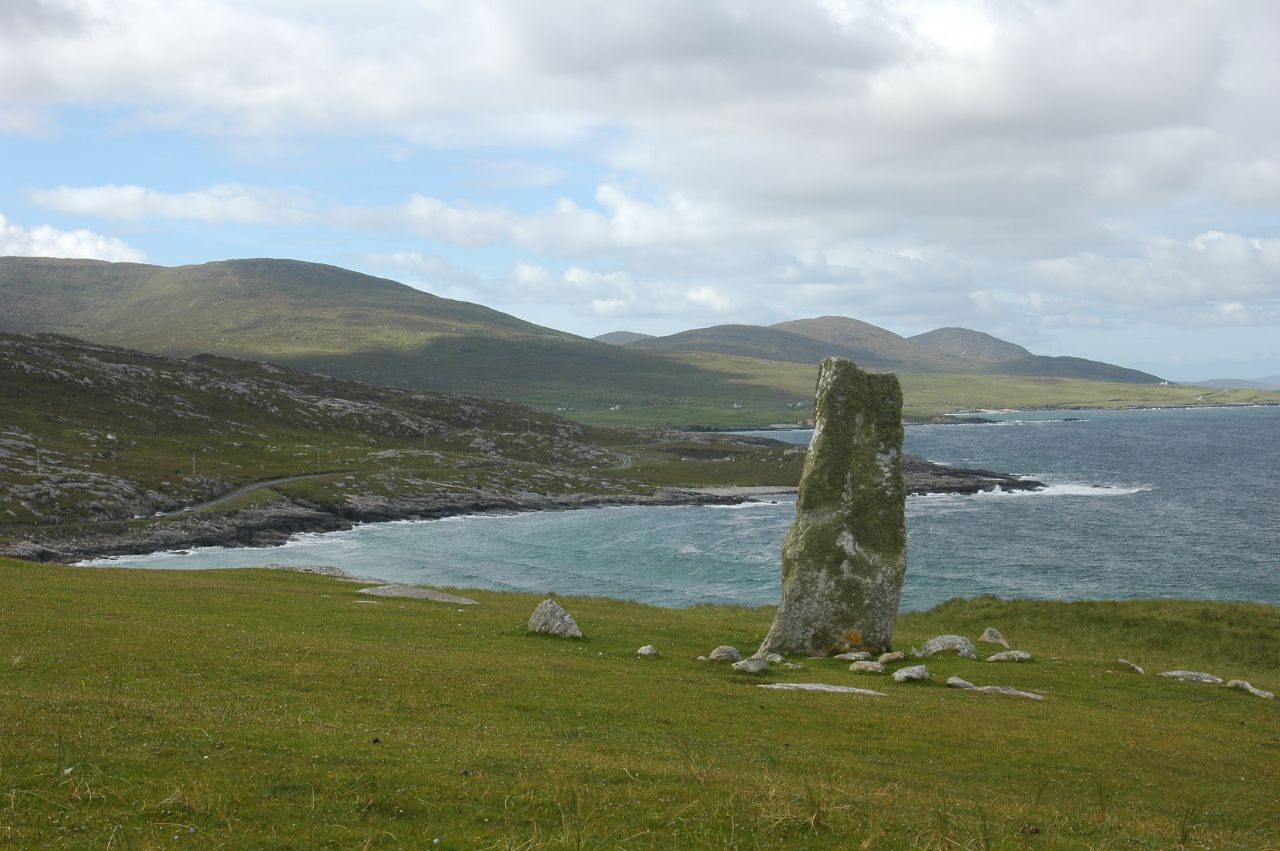
Менгир Маклауда

### Прилеглі малі острови
Навколо острова лежить ряд невеличких острівців. Населені острови — Гріт-Бернера (Great Bernera; Beàrnaraigh Mòr) і Скалпей (Scalpay; Sgalpaigh); безлюдні острівці поблизу Гарріса — Скарп (Scarp; An Sgarp) і Тарансай (Taransay; Tarasaigh). У протоці Літл-Мінч острови Шайант. На захід від острова група невеличких острівців Фланнан.

## Історія
Землі навколо Сторновея, ймовірно, були заселені ще 6 тис. років до н. е. Про те свідчить багато археологічних пам'яток та артефактів доісторичної доби. Тут були знайдені неолітичні поховальні піраміди і деякі свідчення присутності населення бронзової доби. Кромлех Калланіш в районі озера Лох-Ріг був зведений приблизно у 3 тисячолітті до н. е., у добу пізнього неоліту або ранньої бронзи, приблизно через півтисячі років після встановлення основних каменів Стоунхенджа.
У IX столітті на острові панували нормани, які з часом прийняли християнство. На початку XIII століття родина Ніколсонів (Макніколси), побудувала замок у гавані Сторновея. 1607 року Сторновей став головним місто баронства. 1844 року сер Джеймс Метісон придбав острів і за 10 років (1847—1857) збудував замок Льювс. 1863 року місто стало поліцейським містечком, залишки руїни старого замку були розібрані

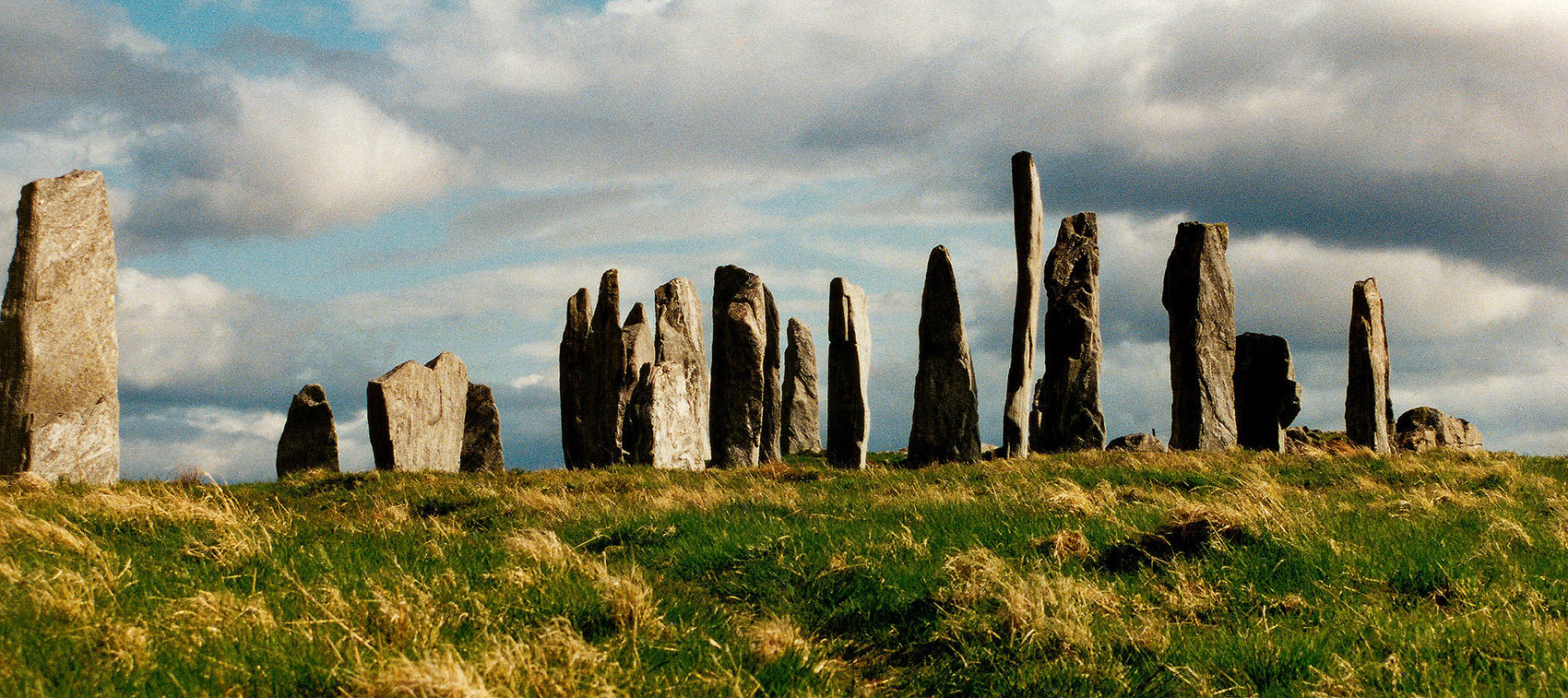
Кромлех Калланіш
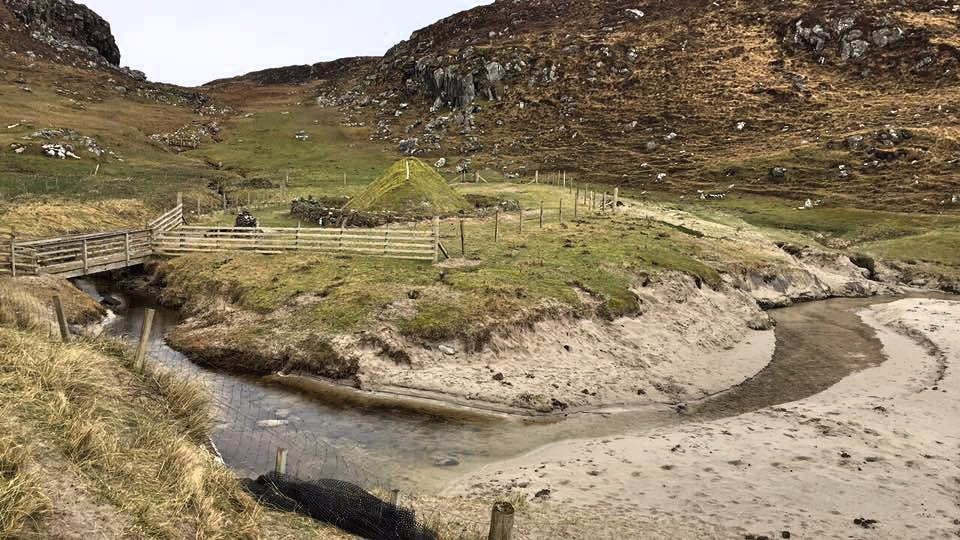
Ймовірне поселення піктів у Бостеді
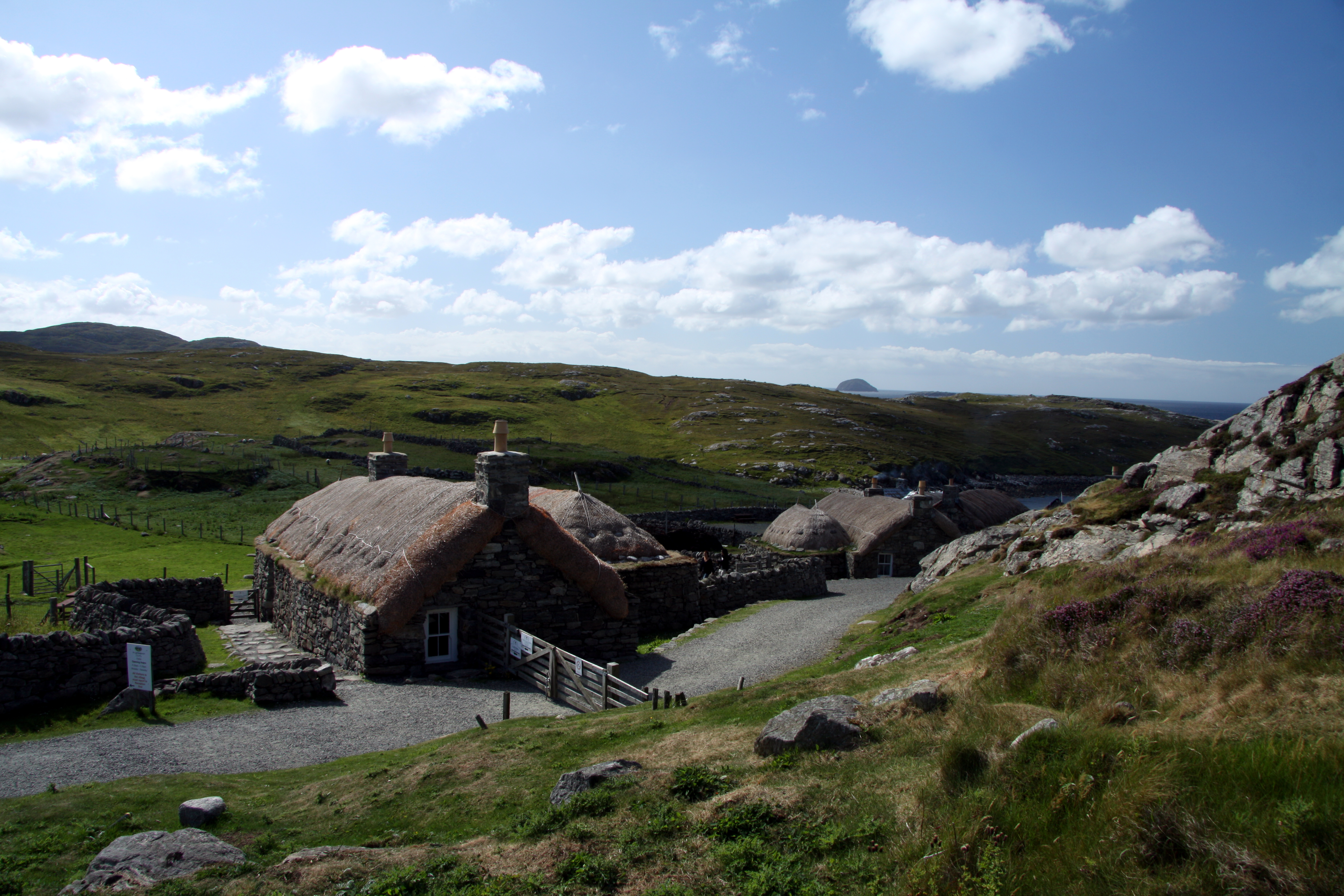
Музей під відкритим небом у Карловеї
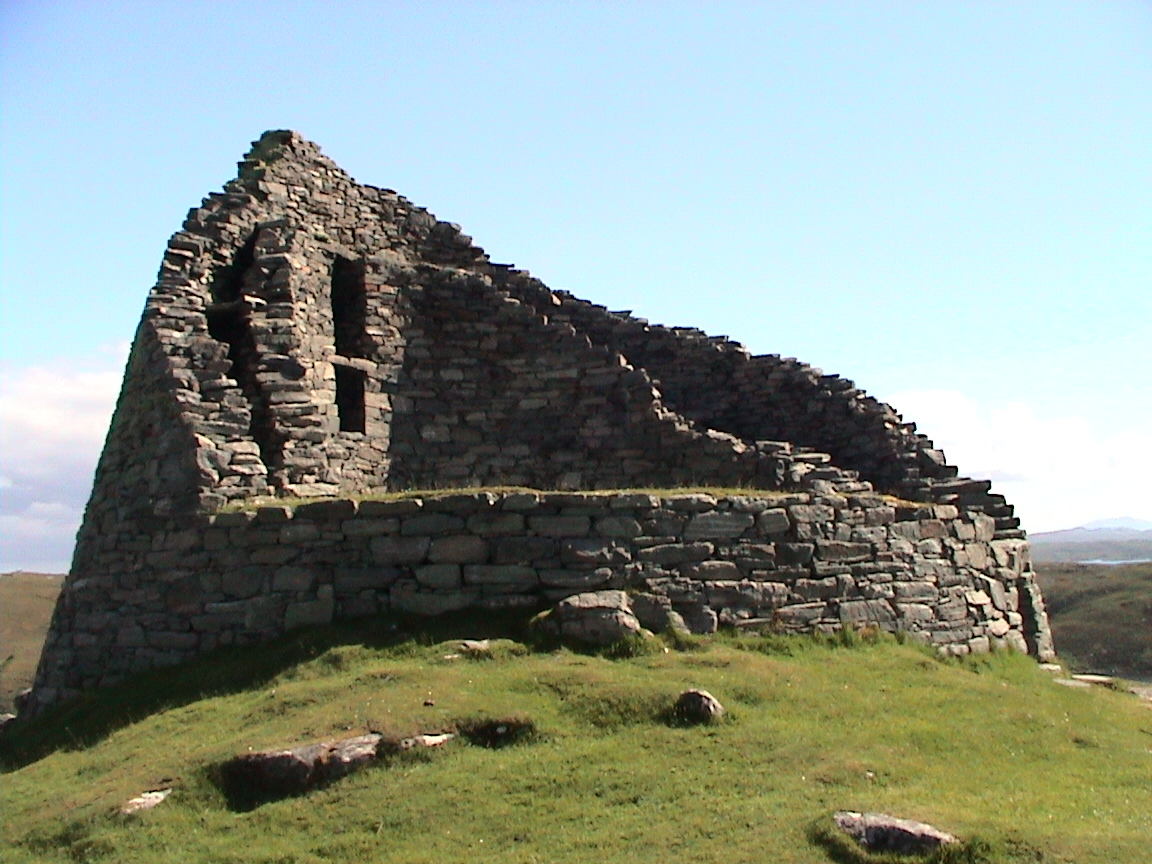
Руїна броху Дан-Карловей
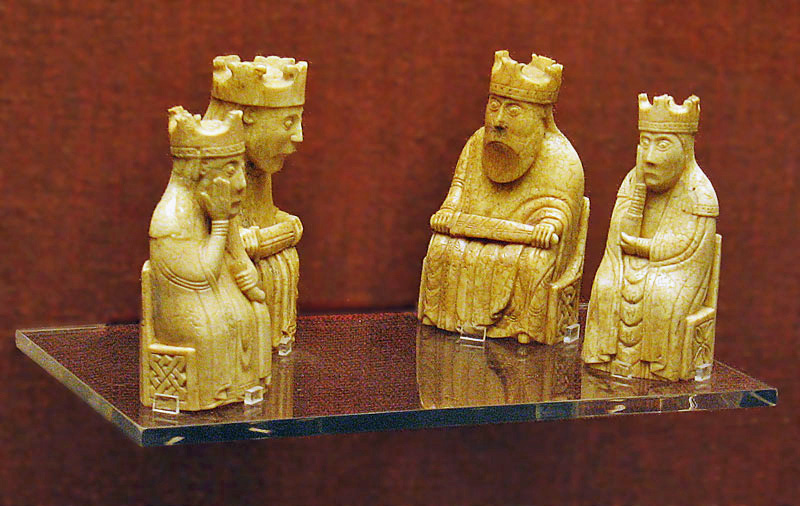
Шахи острова Льюїс у Британському музеї
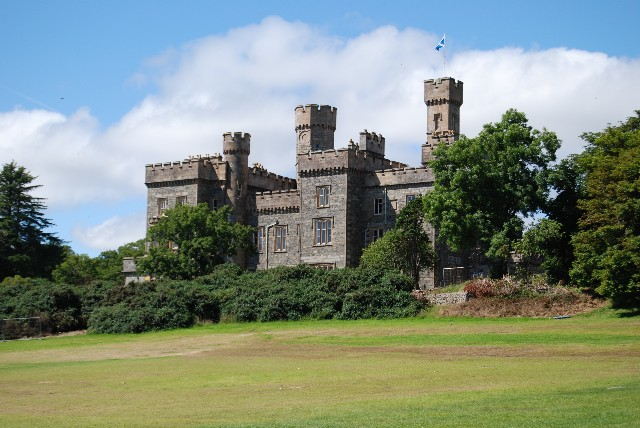
Замок Льювс

Острів є прабатьківщиною високогірного клану Маклаудів. Тих маклаудів, що живуть на Гаррісі, називають з кланом маклаудів Гарріса або маклаудами Маклауда, а тих, хто живе на Льюїсі — кланом маклаудів Льюїса. Також Льюїс домівка клану Моррісон.
Своєрідні шахові фігури острова Льюїс XII століття, вирізані з моржової кістки у формі людських фігурок, що були віднайдені у Віге 1831 року, зберігаються у колекції Британського музею.

## Населення
Острів Льюїс найбільш густонаселений з усіх шотландських островів, 2011 року на ньому проживало трохи більше 21 тис. мешканців, що на 5,6 % більше, ніж за переписом 2001 року Сторновей — головне місто острова, його муніципалітет, включно з прилеглими містечками та довколишніми селами, налічує близько 12 тис. осіб. У Тарберті мешкає трохи більше 500 осіб; на північно-західній околиці острова, у Карловеї, приблизно стільки ж; на південній околиці острова, у місті Ліверборо — декілька сот осіб.

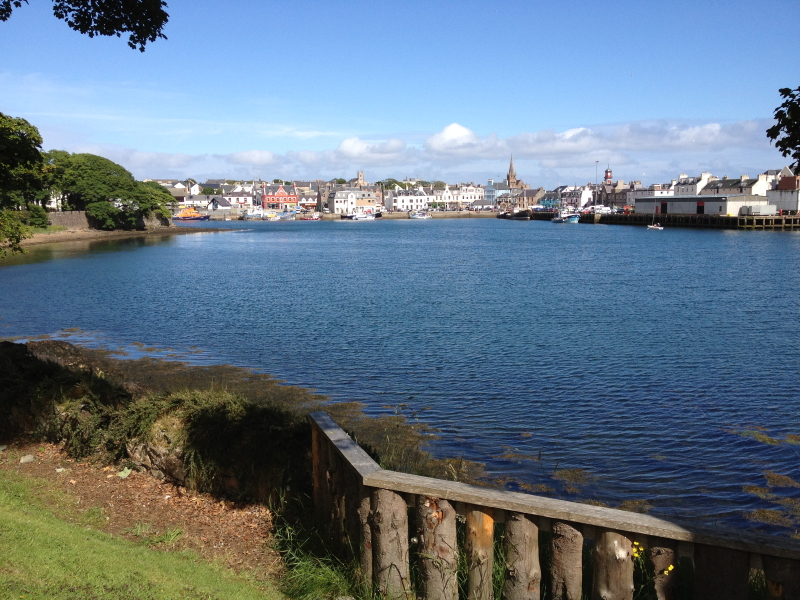
Сторновей
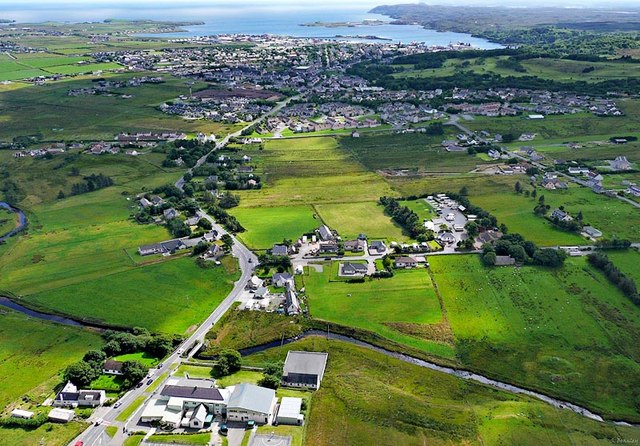
Околиці Сторновея
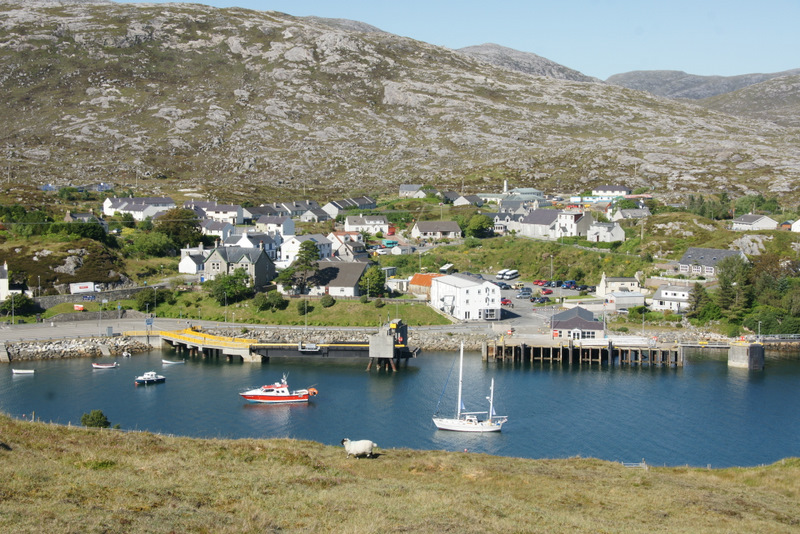
Тарберт
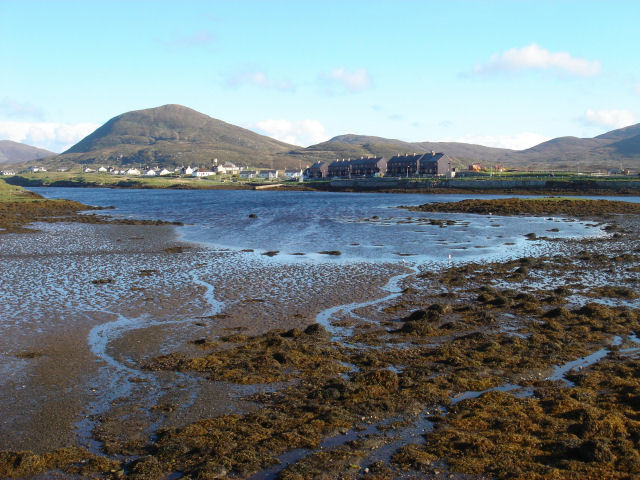
Ліверборо
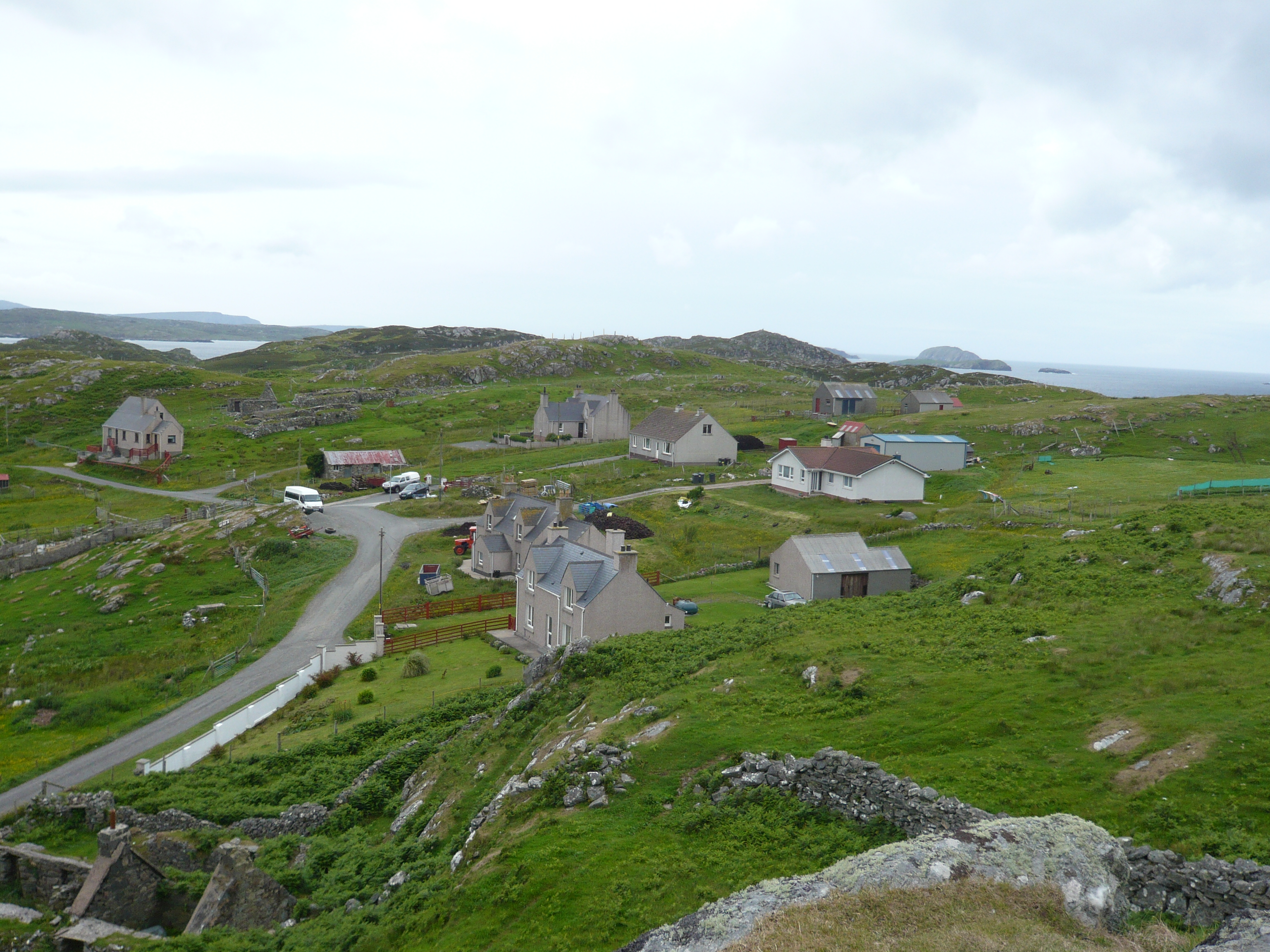
Карловей
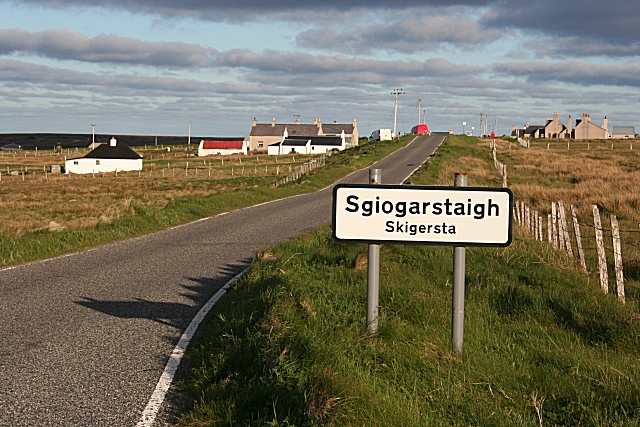
Скігерста

## Економіка
Економіка острова традиційно складається з рибальства, сільського господарства (вівчарство), виробництва твіду та туризму.
Туризм є основною складовою економіки Гебрідських островів. За даними шотландського уряду в галузі задіяно 1 тис. робітників (до 15 % економічно активного населення островів), вона щорічно приносить 65 млн фунтів стерлінгів від 219 тис. відвідувачів. За даними бюро з туризму частки надходжень в цій галузі поділяються між Льюїсом (45 %), Уїстом (25 %), Гаррісом (20 %) і Баррою (10 %). Деяких відвідувачів острова приваблюють пляжі, особливо вражаючий Ласкентайр, а також Сейлебост, Хоргабост, Скараста і Борве. Інші приїжджають за мальовничими суворими гірськими пейзажами Гарріса, за збереженими гельськими традиціями, відчути плин часу в історичних місцях, наприклад, в Дан-Карловеї або Калланіші.
Промисловість на острові представлена текстильною галуззю, виробництвом оригінальної тканини гарріс твід (Clò Mór, Clò Hearach) у ручний спосіб на старовинних ткацьких верстатах. Це єдиний вид твіду, що виготовляється вручну в комерційних масштабах з чистої пофарбованої вовни. Географічна торгова марка цієї тканини охороняється окремим актом британського парламенту. Станом на кінець 2017 року в цій галузі було зайнято приблизно 400 островитян. Текстиль дуже популярний середу знаменитостей і членів королівської родини. Харчова галузь промисловості представлена гуральнями. У Гаррісі існує виробництво шотландського віскі і джина — винокурня Isle of Harris, яка відкрилася в 2019 році і виробляє односолодое віскі Hearach. У Льюїсі від 2008 року працює винокурня Abhainn Dearg.

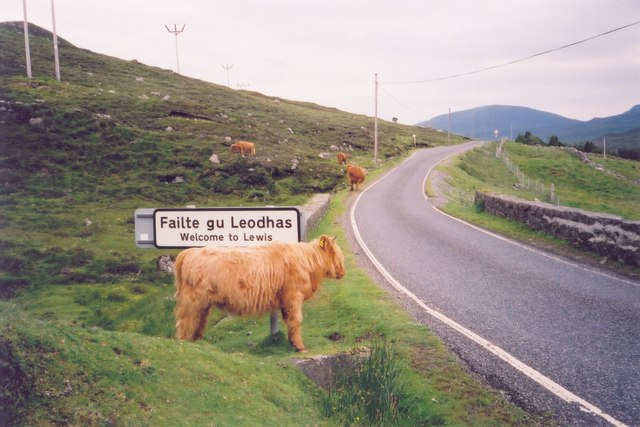
Придорожний знак на кордоні Льюїса і Гарріса
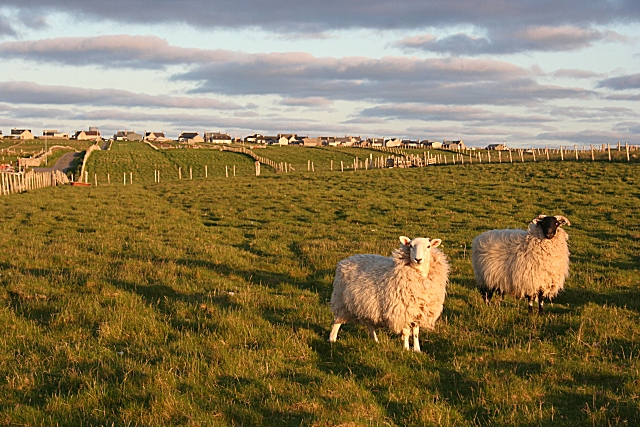
Вівці Льюїса
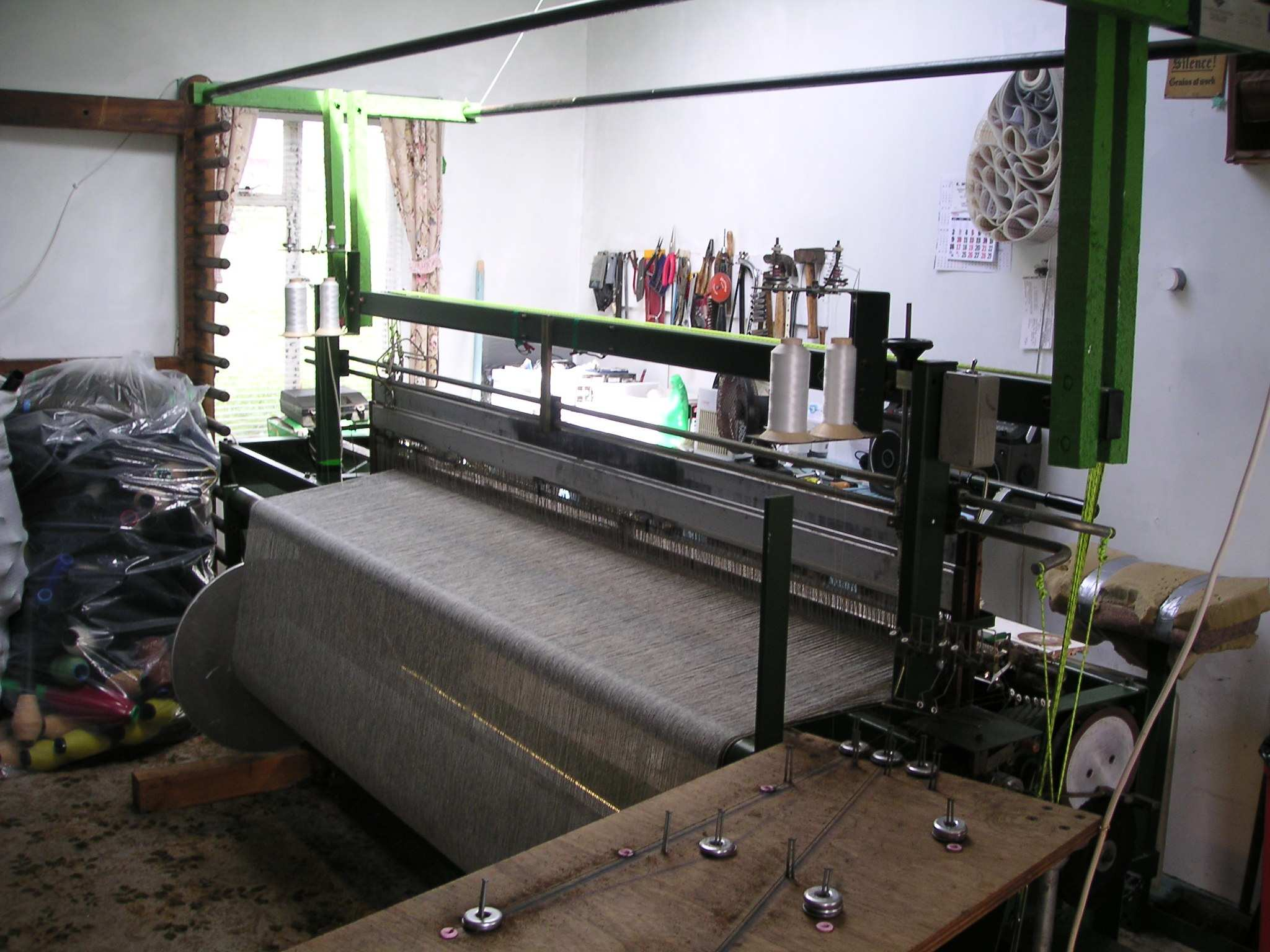
Ткацький станок
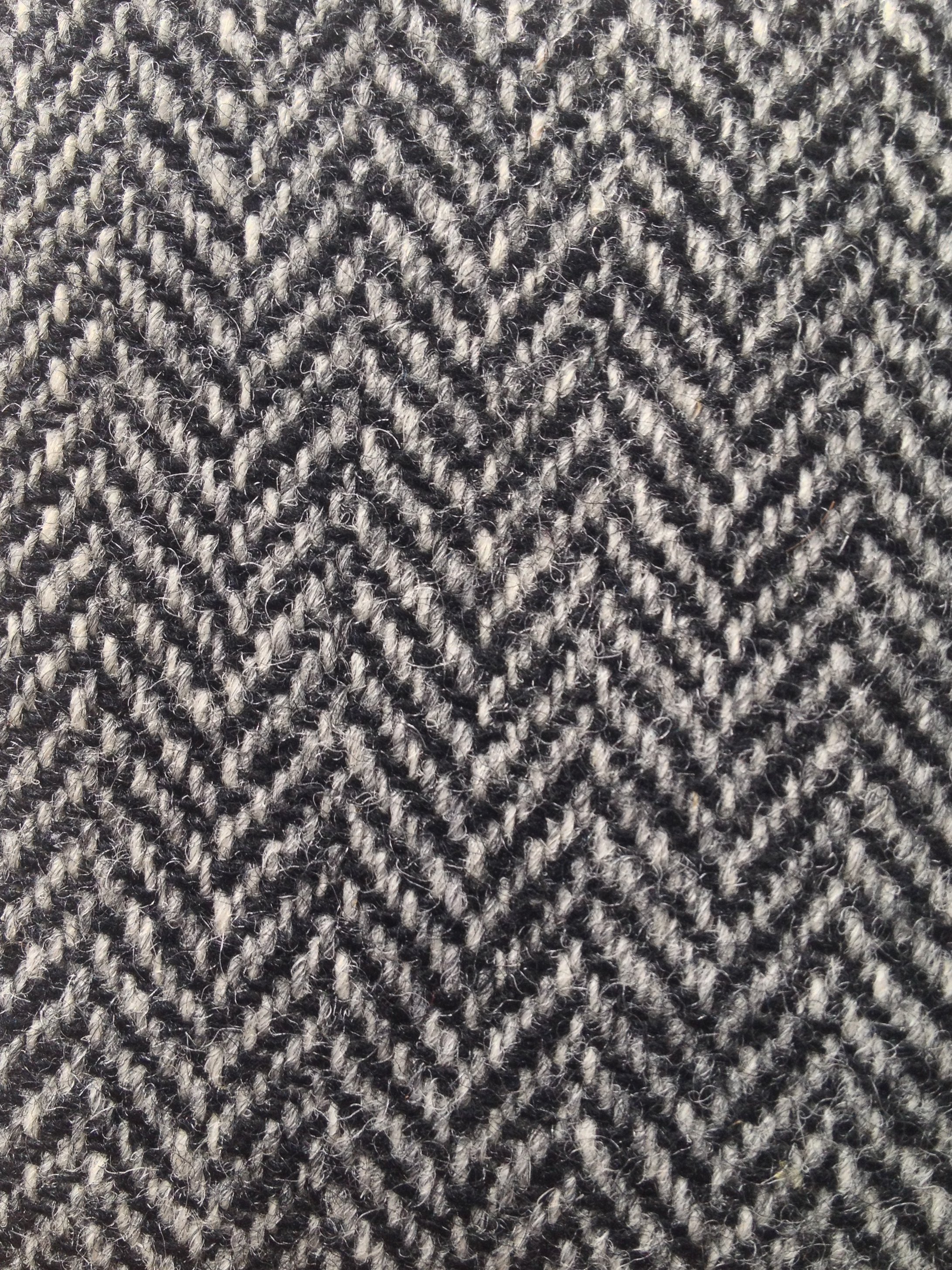
Сірий твід з Гарріса
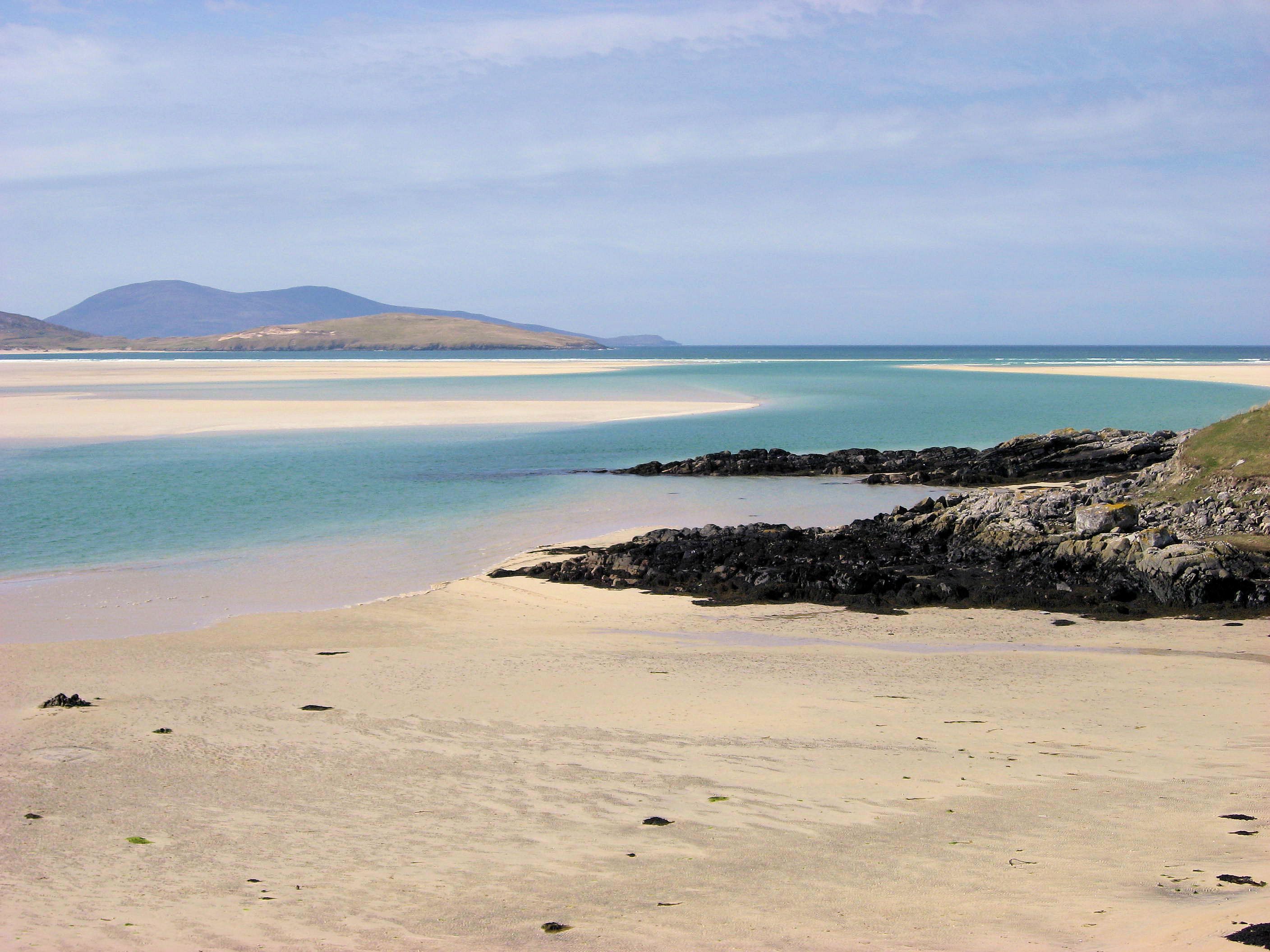
Пляж Ласкентайр, місцева туристична атракція

Сільське господарство представлене присадибним вирощуванням продуктів харчування та скотарством (вівчарством). 2020 року на острові було більше 920 активних фермерів, що обробляли сільськогосподарські угіддя розміром від 1 до 1000 га (переважно пасовища). Серед фермерів активно впроваджують субсидиювання, переважно щоб задіяти їх в інших сферах самозайнятості.
Рибальством займаються на невеликих судах, виходячи недалеко в море. Виловлюють молюсків, креветок, крабів, омарів у протоках Літл-Мінч і Норт-Мінч.
Найбільша у Великій Британії громадська вітроелектростанція Beinn Ghrideag потужністю 9 МВт споруджена поблизу Сторновея і управляється фондом Point and Sandwick Trust (PST).

## Транспорт
Найбільше місто Сторновей має поромне сполучення з Аллапулом і повітряне з Бенбекулою, Інвернессом, Абердином, Глазго і Единбургом. У Тарберті поромний термінал, звідки можна дістатися до островів Скай і Норт-Уїст. Основний пором до Норт-Уїста ходить від терміналу в Ліверборо.

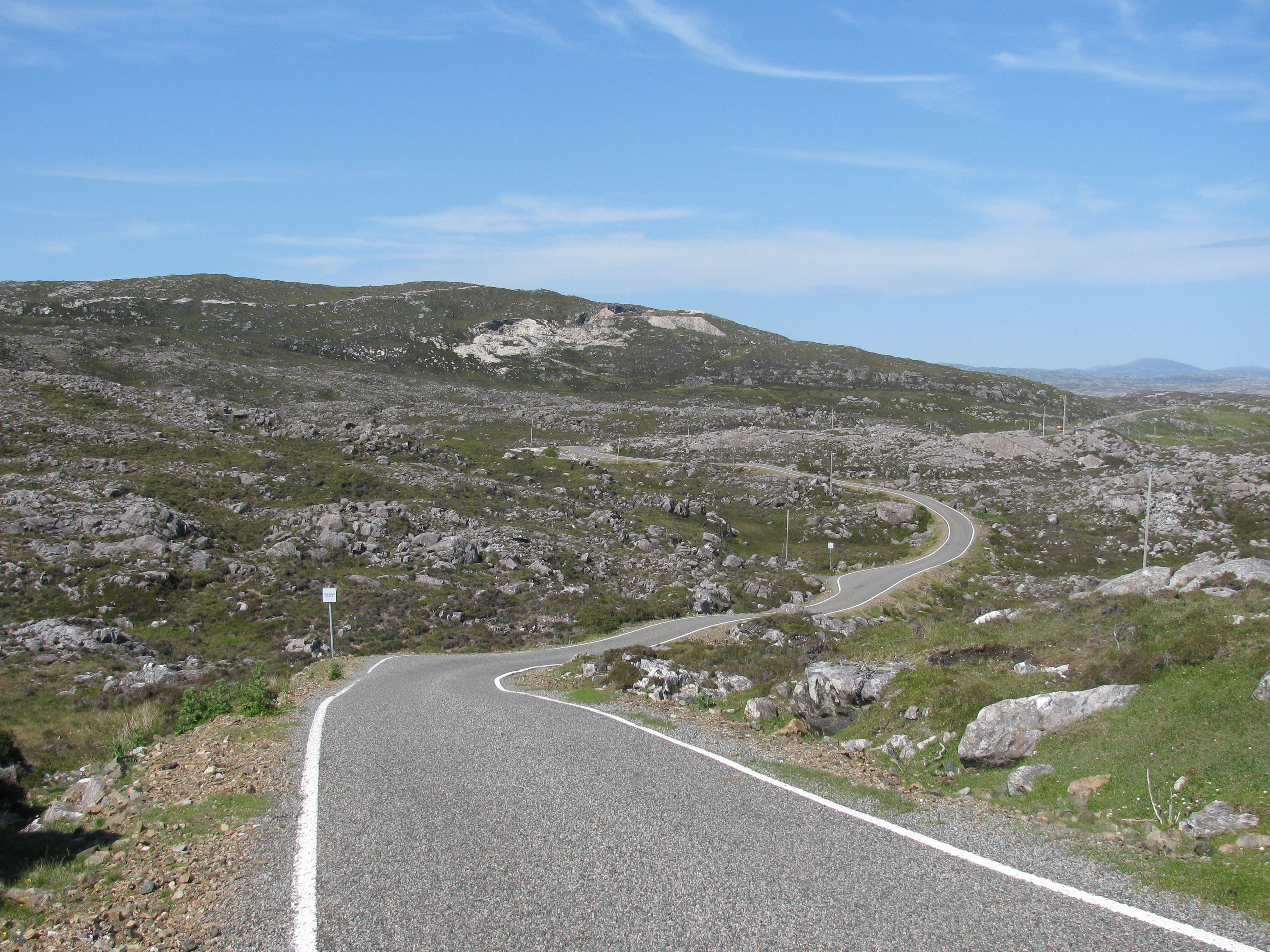
«Золотий шлях» від Родела до Тарберта
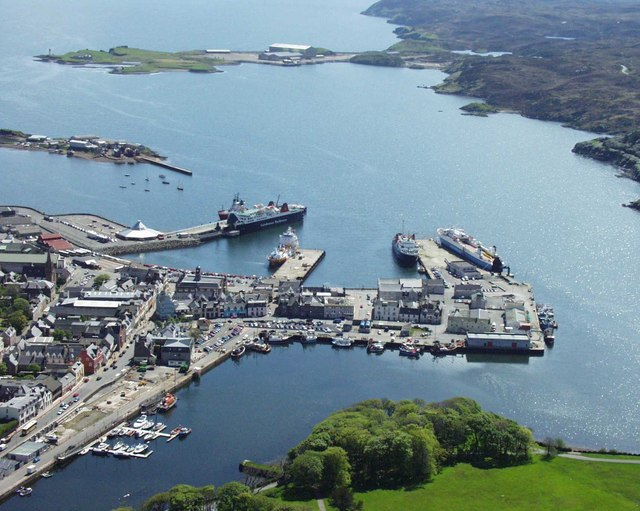
Гавань Строновея
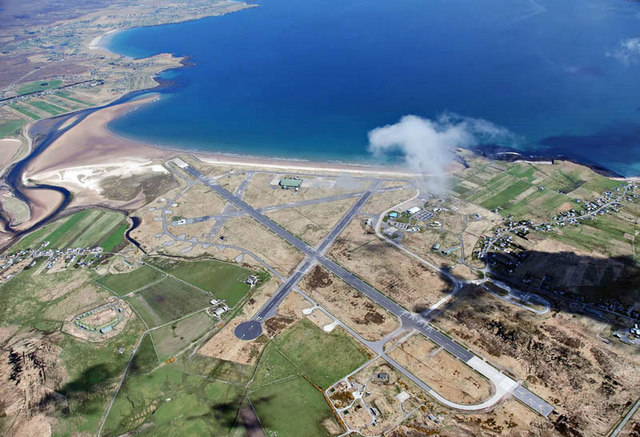
Аеропорт Строновея
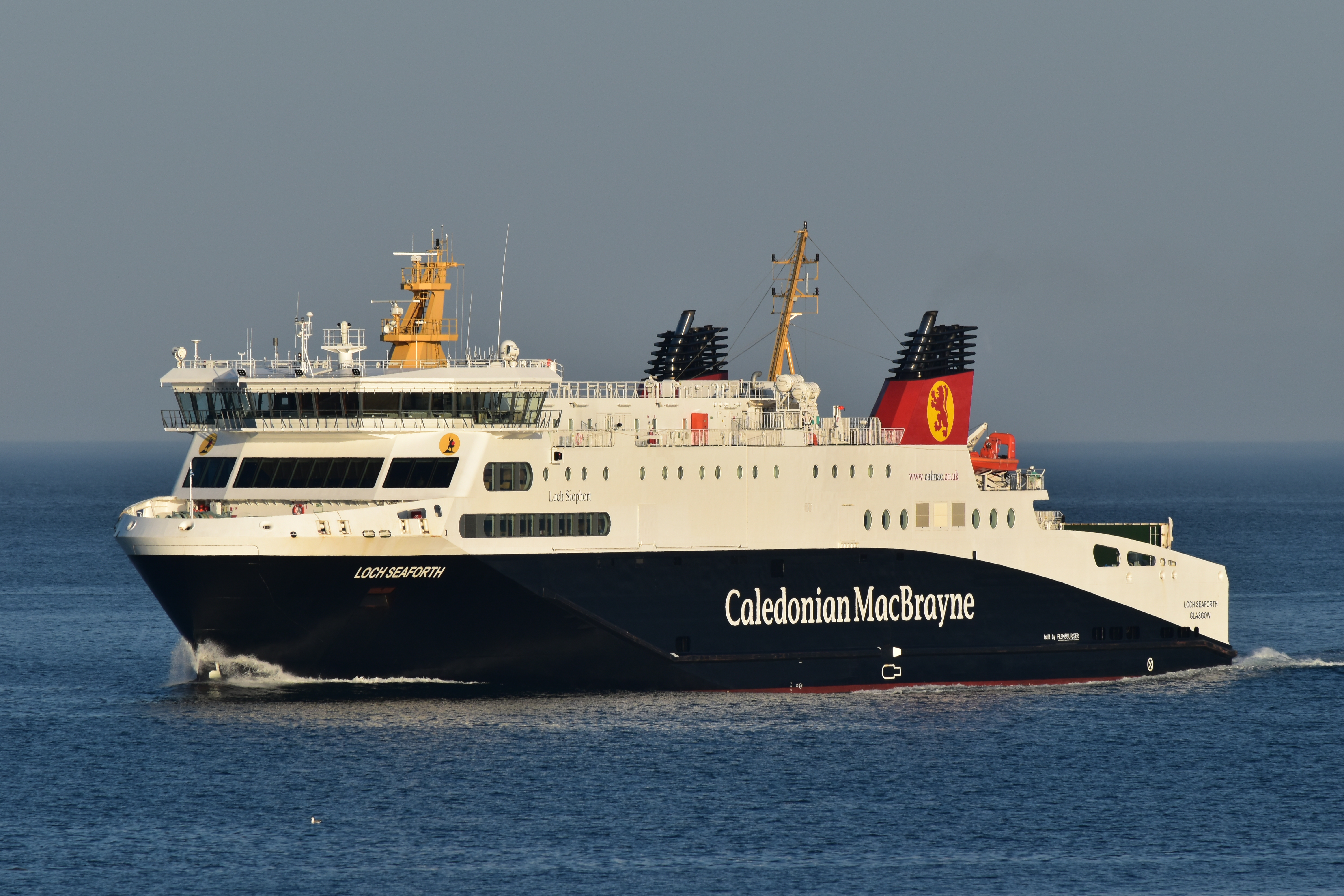
Пором у Сторновеї
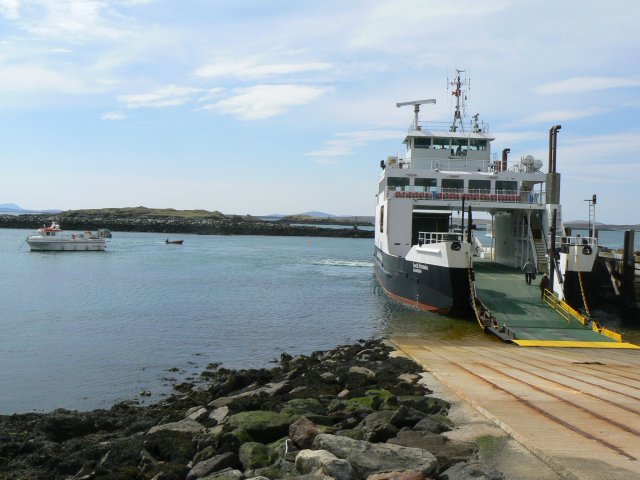
Пором у Ліверборо

Гавань Сторновея використовувалась норманами ще за часів Данського права. 2020 року було озвучено плани з розширення гавані, облаштування 360-метрового пірса для прийому великих вантажних суден і поромів.

## У культурі
Дія трилогії романів-трилерів Пітера Мея пов'язана з островом — «Чорний дім», «Людина з Льюїса» і «Шахова фігура».